# Rhyssemus sexcostatus
Rhyssemus sexcostatus är en skalbaggsart som beskrevs av Schmidt 1909. Rhyssemus sexcostatus ingår i släktet Rhyssemus och familjen Aphodiidae. Inga underarter finns listade i Catalogue of Life.